# Eduardo Delgado
Eduardo Arturo Delgado Barrientos (San Cristóbal, Venezuela, 17 de mayo de 1982) es un político y abogado venezolano. Dirigente del  partido político Primero Justicia en el estado Táchira. Actualmente se desempeña como concejal del municipio San Cristóbal por la Mesa de la Unidad Democrática, coalición de partidos opositores al partido de gobierno y actual candidato a la alcaldía del municipio San Cristóbal.

## Biografía
Eduardo Delgado nació el 17 de mayo de 1982 en San Cristóbal, estado Táchira. Eduardo es abogado, egresado de la Universidad Católica del Táchira. Comenzó su carrera política desde muy joven, participando en la Juventud Demócrata Cristiana de Venezuela.
Desde estudiante se destacó como activista juvenil, desempeñándose como representante estudiantil ante el Consejo de Facultad y ante el Consejo Universitario de la Universidad Católica del Táchira, fue coordinador principal de Relaciones Públicas de la Fundación para la Representación de Estudiantes de Derecho de la UCAT y Coordinador General de la misma Organización.
Igualmente, fungió como asistente de investigación del Centro de Investigaciones Socio-Jurídicas de la Universidad Católica del Táchira y delegado de dicha Universidad ante el Consejo Nacional de Universidades y la Asociación Nacional de Estudiantes de Derecho.
En el sector público se ha desempeñado como asesor jurídico de la Comisión de Administración y Servicios Públicos de la Asamblea Nacional de Venezuela, jefe de la División de Autoconstrucción de la gobernación del Estado Táchira, delegado y alcalde encargado del municipio San Cristóbal.
En el año 2013 ganó por amplia mayoría las elecciones internas en COPEI convirtiéndose en el abandero de la Mesa de la Unidad Democrática como candidato primero en lista a las elecciones del Concejo Municipal de San Cristóbal, logrando una contundente victoria en las elecciones municipales de Venezuela de 2013.
El día 2 de enero de 2014 tomó posesión de su cargo como Concejal y se convirtió en presidente del Concejo Municipal para el periodo legislativo 2014 - 2015, debido a las Manifestaciones en Venezuela de 2014 su amigo y compañero Daniel Ceballos fue detenido por el gobierno de Nicolás Maduro, correspondiéndole asumir como Alcalde encargado del municipio San Cristóbal.
El día 19 de octubre de 2015,a través de carta publica renunció al partido Socialcristiano COPEI, motivado al proceso de judicialización orquestado por algunos actores de COPEI que negociaron con el gobierno nacional.
Días posteriores asumió la coordinación del partido político Primero Justicia en el municipio San Cristóbal, perfilandose como líder de la organización y futuro candidato a la alcaldía del municipio San Cristóbal.